# Mai-Mai Cheka
Mai-Mai Cheka ist eine Miliz aus der Demokratischen Republik Kongo.

## Geschichte
Die paramilitärische Gruppe, die zu den Mai-Mai gezählt wird, wurde 2009 von Ntabo Ntambui Cheka gegründet.
Sie soll gemeinsam mit den Forces Démocratiques de la Libération du Rwanda (FDLR) an der Massenvergewaltigung in Luvungi beteiligt gewesen sein. Der Stabschef der Miliz Sadoke Kokunda Mayele wurde am 5. Oktober 2010 von UN-Truppen im Zusammenhang mit den Vergewaltigungen gefangen genommen. Anderen Berichten zufolge waren die Vergewaltigungen eine Racheaktion wegen eines Streites um Goldminen, der FDLR gegen die Mai-Mai Cheka, deren Familien angeblich aus Luvungi stammen.
Am 19. November 2011 sollen Soldaten der Mai-Mai Checka einen Oberst der FDLR,
Evariste Kanzeguhera alias Sadiki Soleil, getötet haben. Laut der Ralliement pour l’Unité et la Démocratie (RUD), einer Abspaltung der FDLR, handelte es sich um gezielten Mord. Nach anderen Behauptungen handelte es sich um ein Gefecht bei dem auch Makanaki, der Stellvertreter von Ntabo Ntambui Cheka, starb.